# Ласкуарре
Ласкуарре (ісп. Lascuarre, кат. Lasquarri) — муніципалітет в Іспанії, у складі автономної спільноти Арагон, у провінції Уеска. Населення — 158 осіб (2009).
Муніципалітет розташований на відстані близько 400 км на північний схід від Мадрида, 75 км на схід від Уески.

## Демографія
Динаміка населення (INE ):